# La Vie Electronique 3
La Vie Electronique 3 (LVE3) is een muziekalbum van Klaus Schulze, dat in 2009 voor de eerste keer als aparte set werd uitgegeven. Het bevat live-opnamen, maar publiek is niet te horen.
Schulze had in de jaren 70 zoveel inspiratie dat hij lang niet al zijn muziek kwijt kon in de reguliere uitgaven die toen via Virgin Records uitkwamen. Daarbij is zijn stijl in de afgelopen decennia nauwelijks gewijzigd, alhoewel de albums met zangeres Lisa Gerrard, die rond 2008 verschenen, een donkerder geluid laten horen. LVE3 laat live-opnamen horen uit het tijdperk, dat digitale toetsinstrumenten (nog) niet voorhanden waren en er gewerkt moest worden met de voorlopers van de synthesizer en de synthesizers zelf. Klaus Schulze zat tijdens concerten bijna geheel ingebouwd in de elektronische apparatuur. Delen van de opnamen van LVE3 waren eerder uitgegeven in de Jubilee Edition en The Ultimate Collection die in de jaren 90 verschenen, maar inmiddels uitverkocht zijn.
Volgens Schulzes gebruik in die jaren zijn het dus relatief lange stukken. 

## Musici
- Klaus Schulze – Synthesizers en apparatuur

## Composities

### Disc 1
1. Alles ist gut (36:19)
  1. I Scent the Morning Air (8:15)
  2. Le roi s’amuse (21:45)
  3. The rest is silence (6:19)
2. Well Roared, Lion! (9:21)
3. Der blaue Glaube (32:17)
  1. La vida es sueño (8:40)
  2. Tant de bruit pour une omelette! (23:37)

### Disc 2
1. Fourneau Cosmique (25:35)
  1. Allumer (18:30)
  2. Lueur (7:05)
2. Die lebendige Spur (12:45)
3. La présence d’esprit (17:35)
4. Der Lauf der Dinge (20:47)
  1. Tutto va bene (10:16)
  2. You Don’t Have to Win (10:31)

### Disc 3
1. Zeichen meines Lebens (32:09)
  1. Für Vaterland und Menschenfresser (7:16)
  2. Paternoster (7:02)
  3. Es war ein Sonnenstrahl (12:25)
  4. Il dolce far niente (5:26)
2. Semper idem (11:37)
3. Wann soll man springen? (15:07)
4. Experimentele Bagatelle (4:11)
5. Kurzes Stück im alten Stil (7:02)
6. Gewitter (9:23)

## Aanvullende info
Disc 1 is in zijn geheel opgenomen tijdens een concert in mei 1975 in München, het werd live gespeeld, behalve de slagwerkpartij, die had Schulze zelf (zijn basisinstrument was slagwerk) vooraf opgenomen. De overige stukken dateren ook uit 1975, maar onbekend zijn exact wanneer en waar.Vanaf der Lauf der Dinge zijn het opnamen uit de geluidsstudio en gezien het tijdperk laat 1975 zijn hierop Schulze’s experimenten met de Moog-synthesizers te horen, vooral op Wann soll man springen?, dat qua muziekbeeld beter past in de experimentele tijd van de elektronische muziek (jaren 60 en daarvoor). Kurzes Stück is ongedateerd, maar de redactie van het album plaatste het in deze tijd (1975). Ten slotte is Gewitter ook zo’n onbestemd stuk; het werd in 2009 gezien als overblijfsel uit de opnamen van Body Love en X, maar zekerheid hierover kan niet (meer) gegeven worden.